# بابريكا ستيين
بابريكا ستيين (بالدنماركية: Paprika Steen)‏ هي مخرجة وممثلة دانمركية، ولدت في 3 نوفمبر 1964 بفريدريكسبرغ في الدنمارك. من الجوائز التي نالتها Tagea Brandt Rejselegat ‏ سنة 2003 وBodil Award for Best Actress in a Leading Role ‏ سنة 2003.

## أعمال

### أفلام
- (2000) راقصة في الظلام[8][9][10][11]
- (2002) قلوب مفتوحة[12]

## جوائز
- Tagea Brandt Rejselegat [الإنجليزية]‏ (2003)
- Bodil Award for Best Actress in a Leading Role [الإنجليزية]‏ (2003)

## وصلات خارجية
- بابريكا ستيين على موقع IMDb (الإنجليزية)
- بابريكا ستيين على موقع روتن توميتوز (الإنجليزية)
- بابريكا ستيين على موقع ألو سيني (الفرنسية)
- بابريكا ستيين على موقع ميوزك برينز (الإنجليزية)
- بابريكا ستيين على موقع أول موفي (الإنجليزية)
- بابريكا ستيين على موقع قاعدة بيانات الأفلام السويدية (السويدية)
- بابريكا ستيين على موقع ديسكوغز (الإنجليزية)
- بابريكا ستيين على موقع قاعدة بيانات الفيلم (الإنجليزية)
- بابريكا ستيين على موقع كينوبويسك (الروسية)